# Кагуас
Ка́гуас (исп. Caguas) — город в восточной части Пуэрто-Рико пригород Сан-Хуана. Население — 142 000. Город основан в январе 1775 году. Город в восточной части Пуэрто-Рико. Он лежит в пределах Турабо (крупнейшей долины острова), занимая оба берега реки Гурабо. Также город иногда называют Турабо-сити и «городом креолов».

## История
Кагуас был основан 1 января 1775 года как Сан-Себастьян-дель-Пиньяль-де-Кагуакс, название которого позже было сокращено и преобразовано в его нынешнюю форму. Кагуакс был местным вождем таино и одним из первых обратился в христианство. Строительство Кагуаса было завершено в 1779 году, а в 1894 году он стал городом.

## Символ города
Символом города является церковь Святого Имени Иисуса, которая была заложена ещё до появления Кагуаса, в 1729 году. Также можно посетить Ботанический сад, музей табака и исторический музей, несколько старинных особняков-асьенд. В Кагуасе проходит 10 ежегодных традиционных фестивалей.